# Le National

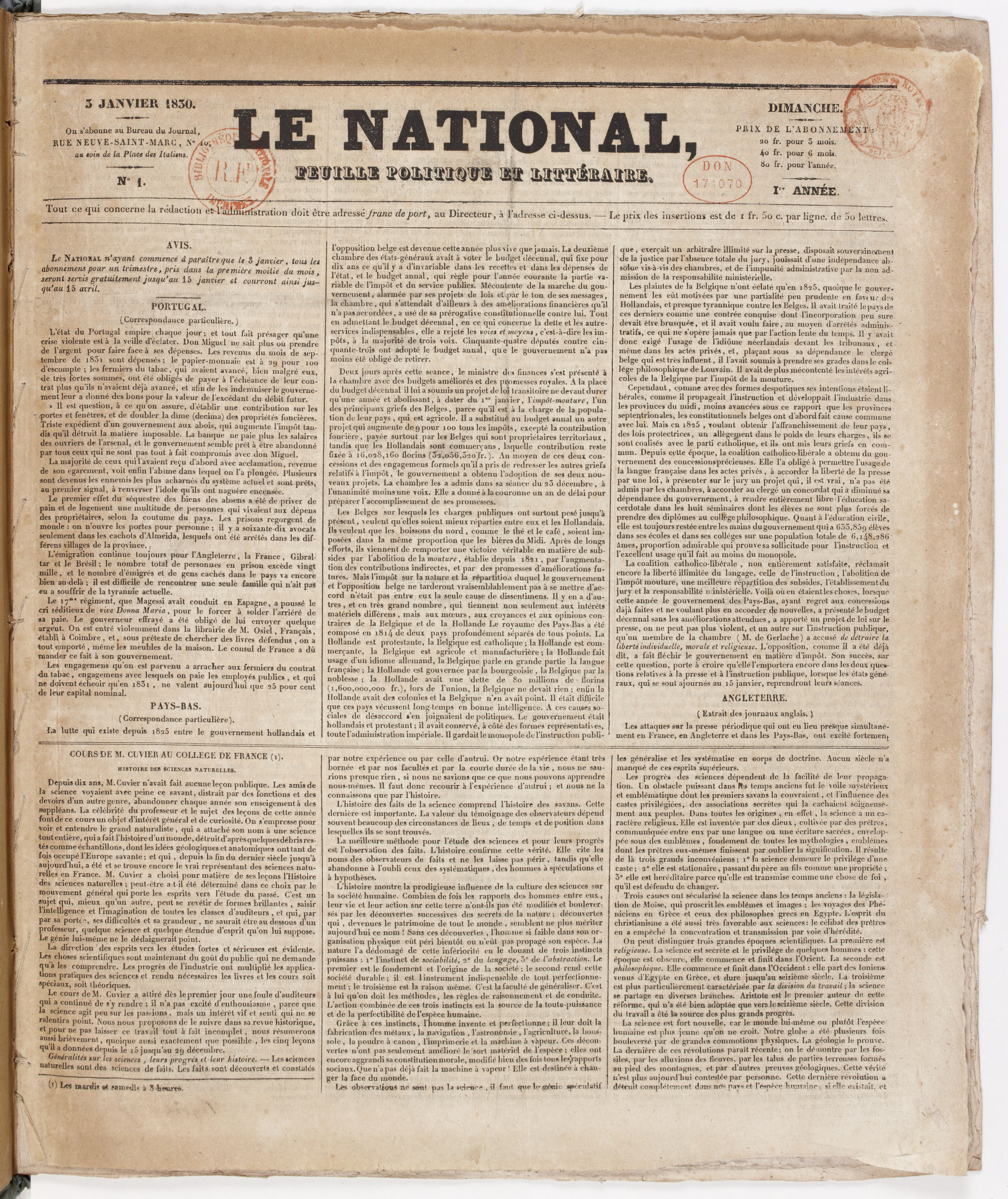
Le National, Nummer 1

Le National war eine von 1830 bis 1851 und erneut von 1869 bis 1924 bestehende französische Tageszeitung.

## Geschichte

### Zweite Restauration und Julimonarchie
Im Frankreich der Zweiten Restauration – wie die Bourbonenhherrschaft von 1815 bis 1830 auch bezeichnet wird – kam es nach der Machtübernahme Karls X. 1924 zu immer stärkeren Spannungen, die letztlich in die Julirevolution von 1830 mündeten. In diese Auseinandersetzungen sollte die Zeitung Le National nach dem Willen ihrer Gründer Adolphe Thiers, Armand Carrel und François-Auguste Mignet und ihres Herausgebers Auguste Sautelet auf Seiten der Liberalen eingreifen.
Die neue Zeitung, deren erste Ausgabe am 3. Januar 1830 unter der Bezeichnung „Le National: feuille politique et littéraire“ (Le National: Politisches und literarisches Blatt) erschien, wurde von dem Bankier Jacques Laffitte finanziell unterstützt und von Talleyrand und dem Herzog von Dalberg gefördert.

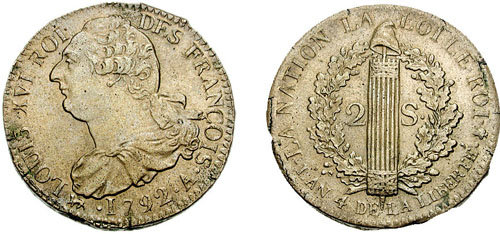
2-Sou-Stück von 1792 mit dem Motto „La Nation, la Loi, le Roi“

Der Titel bezieht sich auf das Motto von 1791, das in seiner Reihenfolge eine Wertigkeit ausdrückt: „La Nation, la Loi, le Roi“ (Die Nation, das Gesetz, der König; siehe Bild). Die Zeitung setzte sich für die Einführung eines parlamentarischen Systems in Form einer konstitutionellen Monarchie ein und stellte die Interpretation der Charta von 1814 durch Karl X. in Frage.
Nachdem Thiers in die Offensive gegangen war, wurde einer seiner Leitartikel von der Regierung Karls X. als Drohung gegen das Regierungssystem und die Personen, die es verkörpern (d. h. den König und die Minister), interpretiert. Die Regierung verfolgte Sautelet als verantwortlichen Geschäftsführer und Thiers als Autor des Artikels strafrechtlich. Beide wurden zu einer Geldstrafe von 1000 Francs verurteilt, die Thiers durch eine Subskription der Leser der Zeitung aufbringen konnte, und Auguste Sautelet zu einer dreimonatigen Gefängnisstrafe.

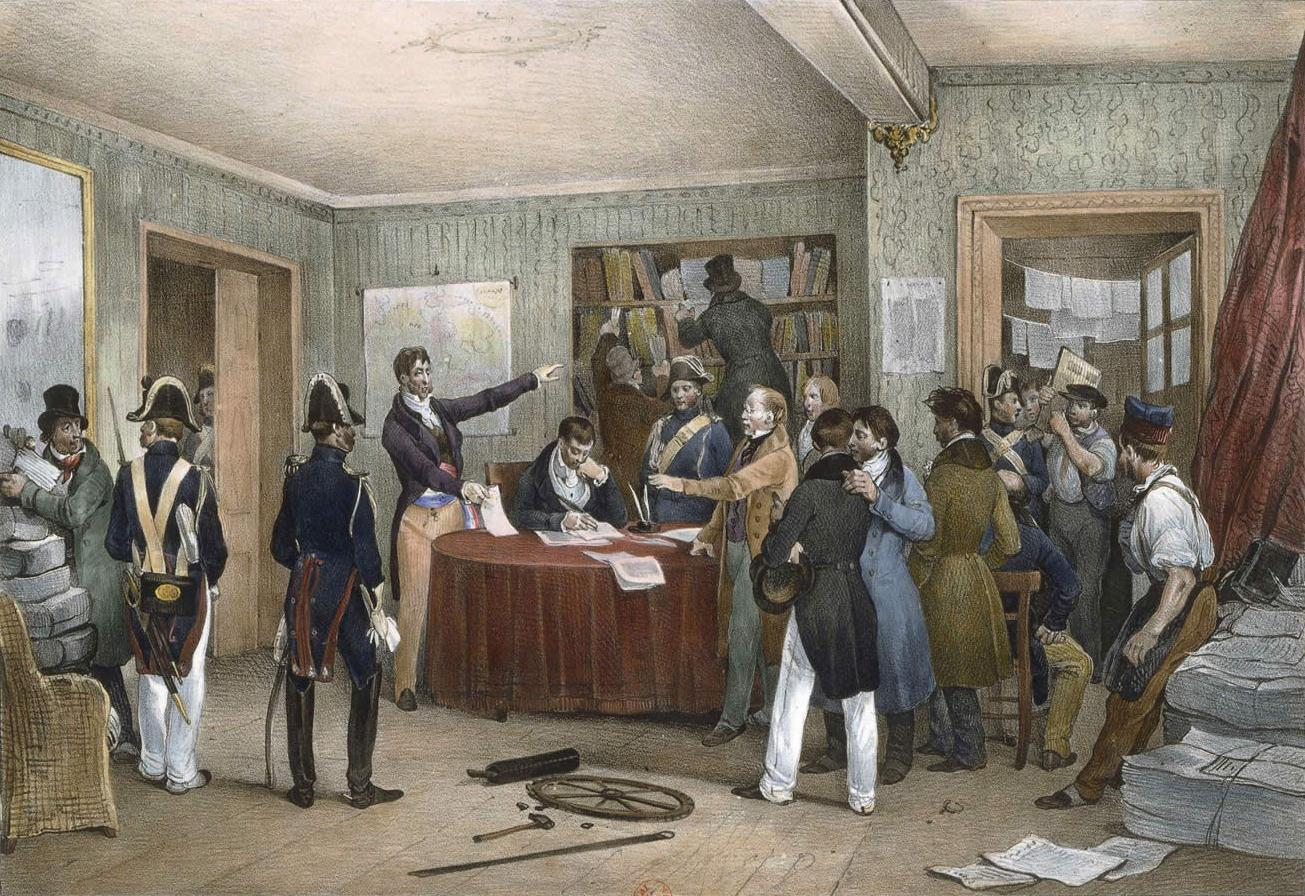
Beschlagnahme der Druckmaschinen des National am 27. Juli 1830, Lithographie von Victor Adam

Als Charles X. die Juliordonnanzen erließ, die die Pressefreiheit aussetzten, versammelten sich die Journalisten am Sitz des National, um den Protest von 1830 zu unterzeichnen, der den Anfang der Revolution von 1830, der sogenannten Glorreichen Drei Tage, bildete. Danach übernahm Armand Carrel die Kontrolle über die Zeitung. Nach seinem Tod 1836 ging Le National in den Besitz der Herren Thomas, Trélat, Bastide und Duclerc über, die die Zeitung zum Organ der republikanischen Meinung machten. Im Jahr 1846 wurde Armand Marrast Chefredakteur.

### Zweite Republik und Staatsstreich
Le National diente weiterhin als Forum und veröffentlichte den Aufruf von Armand Marrast, der die Pariser zu einer Demonstration am 22. Februar 1848 einlud, nachdem der Präfekt von Paris eine öffentliche Versammlung verboten hatte (Kampagne der Banquets). Hunderte von Studenten versammelten sich auf der Place du Panthéon und gingen dann zur Place de la Madeleine, wo sie sich mit den Arbeitern vermischten. Die Revolution von 1848 hatte begonnen.
In der Folge wurde Le National zum Presseorgan der gemäßigten republikanischen Mehrheit (die „bürgerlichen Republikaner“), die bei den Parlamentswahlen von 1848 gewählt wurde und die verfassungsgebende Versammlung der Zweiten Republik bildete. Die neue Regierung wurde von General Louis-Eugène Cavaignac geleitet. Die gemäßigten republikanischen Parlamentarier wurden nach ihrer Zeitung als Mitglieder der Partei des National bezeichnet. Der Direktor des National, Charles Thomas, und sein Chefredakteur, Léopold Duras, waren zu dieser Zeit Mitglieder der Association démocratique des amis de la Constitution (Demokratische Vereinigung der Freunde der Verfassung). Bei den Präsidentschaftswahlen im Dezember 1848 verteidigte Le National die republikanische Verfassung und unterstützte die Präsidentschaftskandidatur von General Cavaignac, der allerdings Louis-Napoléon Bonaparte unterlag.
Nach dem Staatsstreich vom 2. Dezember 1851 wurde die Zeitung verboten und verschwand am 31. Dezember desselben Jahres. Der letzte Eigentümer, Direktor und Geschäftsführer, der ehemalige Präfekt Jean Baptiste Ernest Caylus, floh nach New York City, aber das Personal des National, ungefähr 60 Personen, wurde inhaftiert. Das Nationalarchiv bewahrt die Akte über die Auflösung und Liquidation der Gesellschaft auf.

### Ende des Kaiserreichs und Dritte Republik
Le National, mit dem Untertitel „de 1869“, erschien am 18. Januar 1869 wieder unter der Leitung von Ildefonse Rousset und mit Journalisten, die Le Siècle verlassen hatten, wie Émile de La Bédollière.
Die Zeitung kämpfte gegen das Kaiserreich und lehnte den Ultramontanismus scharf ab. Während der Belagerung von Paris unterstützte sie die Politik der Regierung der Nationalen Verteidigung und später die von Adolphe Thiers, dem Chef der Exekutive. Die Auflage der Zeitung betrug mehr als 150.000 Exemplare.
Ab Mai 1873 vertrat Le National, die für 10 Centimes verkauft wurde, die Ideen der republikanischen Linken. Zu den wichtigsten Redakteuren gehörten Émile de La Bédollière, Horace Ayraud-Degeorge, Charles Sauvestre, Émile Deschanel, Paul Féval, Alfred Assollant, Théodore de Banville und Paul Foucher.

Le Petit National

Parallel dazu wurde Le Petit National herausgegeben, eine vierseitige Tageszeitung, die 5 Centimes kostete, illustriert war und Romane in Fortsetzungen enthielt. Dieses Format wurde 1914 eingestellt.
Beide Titel gehören einer Gesellschaft, die von Baron de Soubeyran vertreten wurde. Als Ildefonse Rousset im März 1878 verstarb, wurde Hector Pessard Direktor der Zeitung.
Zwischen Februar 1887 und Februar 1892 wurde die Zeitung an den Finanzier Jean-Baptiste Gerin verpachtet. Unter seiner Leitung erlebte die Zeitung, die den Républicains modérés (gemäßigte Republikaner) nahe stand, 1889 einen plötzlichen Wechsel zu den Boulangisten. Gerin, der später wegen Betrugs verurteilt wurde, übergab die Leitung des National und des Petit National später unter anderem an Gaston Thomson.
Im Dezember 1896 wurde die Leitung von André Vervoort übernommen, die Tageszeitung erhielt den Untertitel „journal du soir, politique, littéraire et artistique“, bevor sie einen Monat später erneut in „journal du soir républicain progressiste“ geändert wurde. Am 16. Mai 1897 wurde die Leitung von Eugène Paul-Émile (eigentlich Eugène-Paul-Émile Penaud) übernommen und der Preis pro Ausgabe auf 5 Centimes gesenkt. Die Tageszeitung beanspruchte für sich, „die älteste der republikanischen Tageszeitungen“ zu sein. Sie bezeichnete sich als „Organ der progressiven Republikaner“ und der Dezentralisierung, mit Adrien Duvand als Chefredakteur. Am 21. Oktober 1902 verließ Eugène Paul-Émile Le National und Le Petit National, um Le Grand National zu gründen, und wurde dann in eine schmutzige Sittenaffäre verwickelt.
Eine dritte Serie des National begann am 27. April 1910 unter der politischen Leitung des Senators Adolphe Maujan.